# Елвіс Преслі
Е́лвіс Ааро́н Пре́слі (англ. Elvis Aaron Presley або Elvis; 8 січня 1935, Тупело, Міссісіпі — 16 серпня 1977, Мемфіс, Теннессі) — славнозвісний американський співак і актор. Один із найуспішніших музикантів XX століття. Установив чимало досі не перевершених рекордів у царині звукозапису. Став настільки популярним, що більшість людей зазвичай називає його просто «Елвіс» або «Король рок-н-ролу», а в США — просто «Король» (англ. The King).

## Життя та творчість

### Ранні роки (1935—1953)

#### Дитинство
Елвіс Преслі народився у місті Тупело близнюком у сім'ї Вернона і Ґледіс Преслі (англ. Vernon and Gladys Presley), проте його брат, Джессі Гарон, не вижив. Сім'ї Преслі жилось нелегко — і справи погіршились, коли батько майбутнього співака у 1938 році відсидів два роки у в'язниці за підробку банківських чеків. Сам Елвіс із дитинства виростав в оточенні музики й релігії: неодмінно відвідував церкву та співав у церковному хорі християнської п'ятидесятницької церкви (Церква Асамблеї Божої). Мати Преслі особливо стежила за манерами сина, прищепивши тому на все життя виняткову ввічливість і пошану до старших. Уже на своє одинадцятиріччя Елвіс отримав замість велосипеда, який сім'я не могла собі дозволити,— гітару. Ймовірно, на такий вибір вплинув перший музичний успіх Елвіса, адже за декілька місяців до того він отримав приз на ярмарку за виконання американської народної пісні «Стара вівчарка» (англ. «Old Shep»).

#### У Мемфісі
У вересні 1948 року сім'я Преслі переїхала в Мемфіс, штат Теннессі, де були кращі можливості для батька Преслі знайти роботу. Саме у Мемфісі Елвіс більш свідомо цікавився сучасною музикою: по радіо слухав кантрі, традиційну естраду, — а також передачі з афроамериканською музикою: блюз, буґі-вуґі, ритм-енд-блюз. Часто відвідував квартали Біль-стріт у Мемфісі, спостерігав гру чорних блюзменів та вештався афроамериканськими магазинами: під їхнім впливом в Елвіса вироблявся стиль одягу, яким він яскраво виділявся серед інших.

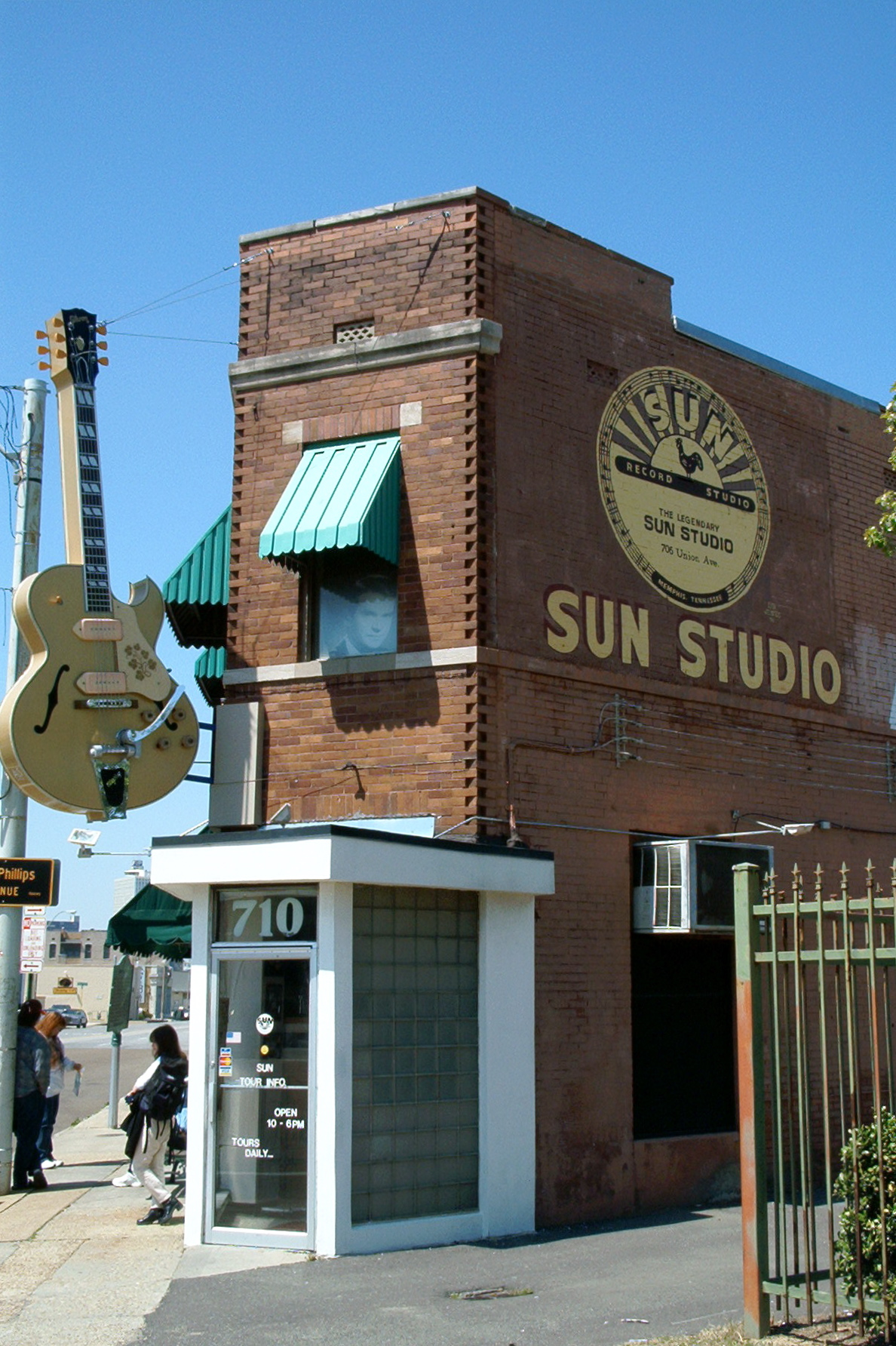
«Сан-Студіо»

Влітку 1953 року, закінчивши школу, 18-річний Преслі працював водієм вантажівки, а вже 18 липня Елвіс зайшов у фоностудію Сема Філліпса, — і записав за 8 доларів під гітару пісні «Щастя моє» (англ. «My Happiness») і «Починає тоді краятись серце моє» (англ. «That’s When My Heartache Begins»). Платівка мала бути подарунком матері Преслі, — але насправді, як він сам зізнався, зробив запис, бажаючи почути, як саме звучатиме власний голос на жорсткому носії. А вже для себе Елвіс записав ще одну платівку 4 січня 1954 року із піснями: «Ніколи не стоятиму тобі на заваді»/«Не однаково було б без тебе мені» (англ. «I'll Never Stand in Your Way»/«It Wouldn't Be the Same Without You») — за декілька місяців до запису навіть встиг виступити в клубі й на декількох концертах. Наміряючись вже тоді безумовно стати музикантом, Елвісу ще доводилося визначатися із жанром, у якому йому доведеться попрацювати: виконуватиме ґоспел і церковні гімни чи гратиме кантрі? Секретарка фоностудії «Сан-Студіо» (англ. Sun Studio) зацікавилась голосом Елвіса і записала дані та координати Преслі, коли той на її питання про виконавця, до якого наближається його спів, відповів,— що такого немає. (Їх діалог став майже легендарним: англ. I said,  "What kind of singer are you?" He said, "I sing all kinds."  I said, "Who do you sound like?"  He said, "I don't sound like nobody.") Елвіс попросив у неї передзвонити йому, щойно у фірмі Філліпса, яка випускала тоді в основному афроамериканську музику на лейблі «Сан-Рекордс» англ. «Sun Records», буде потрібен співак. Елвіс неодноразово зупинявся у фоностудії, сподіваючись отримати там роботу.

### Записи для Sun Records (1954—1955)

#### «That's All Right»
У червні 1954 року Сем Філліпс планував записати декілька пісень для «Сан-Рекордс» і для цього запросив знайомих йому гітариста Скотті Мура і контрабасиста Біла Блека. У пошуках вокаліста він таки скористався підказкою секретарки і взяв Елвіса Преслі. Попри те, що спочатку нічого виразного не виходило, репетиції у студії таки тривали декілька тижнів. А вже 5 липня, коли музиканти на перерві після запису балади «Люблю тебе, тому що…» (англ. «I Love You Because») стали награвати «Усе гаразд, (мама)» (англ. «That’s All Right (Mama)») (була це блюзова композиція Артура Крудапа),— Преслі, Мур і Блек додали їй несподіваного ритму. Почувши в студії їхню гру, Філліпс спитав музикантів, що саме вони грають, а ті зізналися,— що й самі не знають. Філліпс попросив їх повторити те саме та записав пісню; аналогічним чином записано услід і хіт Біла Монро «Блакитний місяць Кентуккі» (англ. «Blue Moon of Kentucky»). Так народилося i бажане звучання, яке ненароком знайшли Сем Філліпс і сам Преслі. Сингл «That's All Right» (із «Blue Moon Of Kentucky» на зворотному боці) вийшов 19 липня 1954 року — і розійшовся тиражем 20 тисяч екземплярів, завдяки майже безперервному його програванню на радіохвилях Мемфісу.

#### Перші сингли і виступи
За формулою першого синглу (запис однієї сторони на основі блюзу, запис зворотної — на основі кантрі) були випущені протягом року такі платівки: «Good Rockin’ Tonight / I Don't Care If the Sun Don't Shine» (вересень 1954 р.), «Milkcow Blues Boogie / You're a Heartbreaker» (січень 1955 р.), «Baby, Let's Play House / I'm Left, You're Right She's Gone» (квітень 1955 р.), «I Forgot To Remember To Forget / Mystery Train» (серпень 1955 р.). Усі ці пісні стали не тільки незаперечним артистичним досягненням для самого співака, але i класикою рок-н-ролу, зобов'язаного своїм розвитком в основному саме записам Елвіса Преслі для «Сан-Рекордс» англ. «Sun Records». Слід відзначити, що ранні платівки Елвіса не називали тоді рок-н-ролом (термін тоді нечасто використовували), а по-простому вважалися новим різновидом кантрі, адже прізвисько Елвіса Преслі в ті роки було «Гіллбіллі кет» (англ. «Hillbilly Cat», у якому «гіллбіллі» — застаріла назва кантрі). І насправді, рання музика Преслі викликала суперечності: тоді ж радіослухачам ставало незрозуміло, співає білий виконавець чи темношкірий; незрозумілий був жанр (адже популярна музика з початку століття чітко класифікувалась, а Елвіса годі було класифікувати за старими схемами) — одним словом, поєднання всіх елементів американської культури і ставиться в заслугу Елвісу Преслі.
Улітку 1954 року почалися перші виступи Преслі, Мура і Блека: на афішах колективно звалися вони «Blue Moon Boys». Незважаючи на провал у знаменитому радіоконцерті «Гранд-Ол-Опрі» (англ. Grand Ole Opry) у Нешвіллі у вересні того року, виступи «Blue Moon Boys» проходили зі зростаючим успіхом: багато гастролювали Півднем, особливо Техасом, іноді з ними їздили майбутні зірки естради та «Сан-Рекордс» Джонні Кеш і Карл Перкінс. З жовтня 1954 року музиканти стали постійними учасниками суботніх радіоконцертів «Луїзіана Хейрайд». Саме тоді народилася на сцені характерна хореографія рухів Преслі, яка полягала в несамовитому розгойдуванні стегон у поєднанні з емоційними рухами рук і тіла, — що й викликало безпрецедентне збудження публіки.
Ці виступи, а також нові сингли, сприяли зростанню популярності співака на американському Півдні, а вже в середині 1955 року — і в національному масштабі (сингл «I Forgot To Remember To Forget» посів перше місце в хіт-параді категорії кантрі в журналі «Біллборд» англ. Billboard). Це привернуло увагу полковника Тома Паркера, ділового південця, що опікувався тоді зіркою кантрі Хенком Сноу. Протягом року Паркер придивлявся до Преслі, перш ніж укласти контракт зі співаком у серпні 1955 року на управління його справами (хоча формально колишній імпресаріо Преслі — Боб Ніл ще рік залишався його менеджером). Паркер розумів обмежені можливості «Сан-Рекордс» і шукав вихід на відоміші лейбли. Нарешті, зацікавленість виявили «аР-Сі-Ей Рекордс» англ. «RCA Records», що 20 листопада 1955 року підписали контракт із Преслі. RCA також передбачливо викупили весь каталог звукозаписів Преслі із «Сан-Рекордс» (англ. «Sun Records») за 40 000 доларів, із яких 5 000 призначалися особисто Преслі.

### Король рок-н-ролу (1956)

#### Телевиступи і нові записи
У долі Елвіса Преслі став поворотним 1956 рік, принісши йому не тільки всеамериканську, але й світову славу. Першим синглом Преслі на RCA стала чуттєва блюзова композиція «Heartbreak Hotel» [Архівовано 29 вересня 2007 у Wayback Machine.]. Пісня з колишніми записами на «Сан-Рекордс» нічого спільного не мала — і це насторожило RCA; проте їх побоювання виявилися марними: сингл посів перше місце та розійшовся накладом у понад мільйон примірників. Услід вийшли на ринок сингли «Blue Suede Shoes» і «I Want You, I Need You, I Love You»
 [Архівовано 30 вересня 2007 у Wayback Machine.], а також перший довгограючий альбом «Elvis Presley», який уперше в історії звукозапису перевершив мільйонну відмітку. Тоді ж відбулись і перші телевиступи, що викликали шок в Америці й миттєву любов тисяч американських підлітків: музика, одяг, рухи, манери і молодість Елвіса — все це було несхоже на звичайних виконавців кантрі, не кажучи вже про традиційних естрадних співаків, наприклад Френка Сінатру. Одночасно піднялася й хвиля обурення з боку старшого покоління, яке бачило в Преслі лише вульгарність і бездарність. Особливо негативну реакцію викликало телешоу Мільтона Берля, де в червні 1956 р. Елвіс уперше виконав «Hound Dog» [Архівовано 29 вересня 2007 у Wayback Machine.], що створило Елвісу Преслі імідж «бунтаря», дарма що співак ніколи таким себе не відчував, а просто був природним у своїх жестах і манерах. Прикладом неоднозначного ставлення до співака може бути телеведучий Ед Саліван, який спочатку заявив, що для Преслі немає місця в його шоу, — а потім не тільки запросив співака на декілька передач, але й заявив у прямому ефірі, що Елвіс Преслі є «собі дійсно порядний молодий чоловік».
Улітку 1956 року виходить сингл «Hound Dog / Don't Be Cruel», а восени другий альбом «Elvis» — і той і інший посіли перші місця; до того часу Преслі досяг міжнародної популярності завдяки випуску платівок за кордоном (особливий — і достатньо стабільний — успіх у Преслі був і залишається у Великій Британії і Німеччині). У жовтні американський журнал «Вар'єте» нарік Преслі «королем рок-н-ролу». Тоді ж полковник Том Паркер став єдиним імпресаріо Елвіса Преслі.

#### Полковник Том Паркер
Паркер був досвідченою і вельми серйозною людиною в шоу-бізнесі. Для свого головного і незабаром єдиного клієнта Елвіса Преслі він «вичавлював» максимум з усіх переговорів, не раз встановлюючи рекорди за сумою договірних операцій. Між Преслі і полковником був укладений контракт, відповідно до якого 50 % йшло особисто Преслі, а інші 50 % конторі Паркера. Полковник не втручався в музику Преслі або його особисте життя, проте і сам, у свою чергу, був абсолютно необмежений в своїй господарській діяльності. Існує думка, що Преслі втрачав мільйони внаслідок непідконтрольних фінансових схем Паркера, крім того, безліч доходів не враховувалася податковою службою, з якою після смерті співака почалися проблеми у його спадкоємців. Том Паркер першим дав початок масовому виробництву атрибутики виконавця популярної музики, ліцензуючи випуск авторучок, гітар, годинників, календарів, одягу та іншого з портретом або просто ім'ям Елвіса Преслі.
Багатьма роками пізніше стало відомо, що Том Паркер був насправді нелегальним іммігрантом з Голландії, що приїхав до США в кінці 1920-х г.; його справжнє ім'я було Андреас Корнеліус ван Куйк, а в «полковники» він був посвячений 1948 року; за життя Елвіса ці факти не були розголошені.

### Кінодебют і армія (1956—1959)

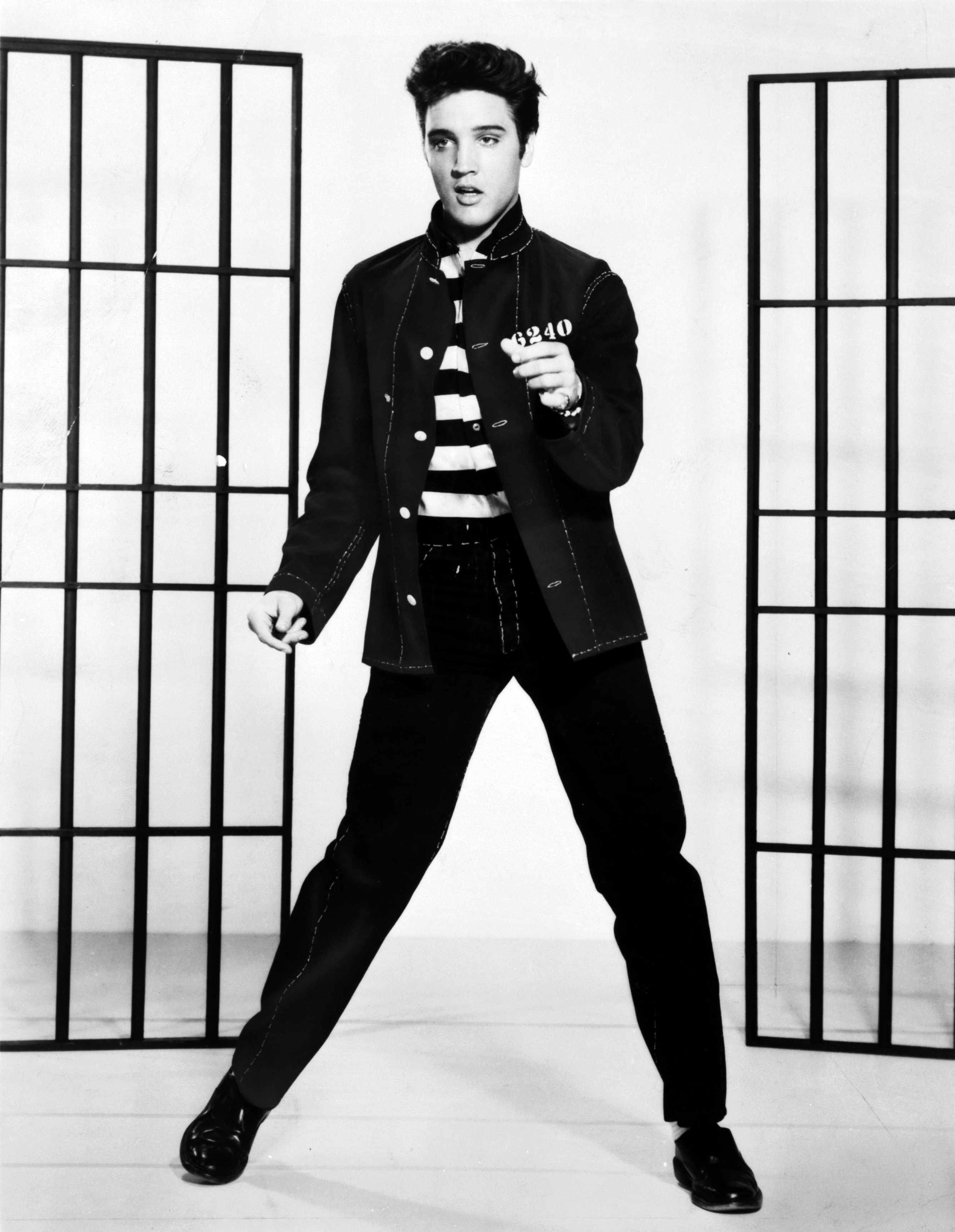
Кадр із фільму «Тюремний рок». Преслі виконує однойменну пісню.

#### Перші фільми
Успіх Елвіса Преслі в популярній музиці відкривав йому шлях у Голлівуд, чим негайно скористався Том Паркер, уклавши контракти зі студіями 20th Century Fox і Paramount. Першим фільмом за участю Преслі став «Ніжно мене люби», прем'єра якого відбулася 15 листопада 1956 року. Преслі грав другорядну роль і виконав лише чотири короткі пісні, але того тижня саме на нього йшли мільйони глядачів у кінотеатри. Давня мрія Елвіса стати актором здійснилася. 1957 року вийшли ще два фільми «Любити тебе» і «Тюремний рок», що стали миттєвим комерційним успіхом.
Внутрішньо Преслі тяжів до драматичних ролей своїх ідолів Джеймса Діна і Марлона Брандо, проте його успіх як музиканта примушував кіностудії давати йому легші ролі, у яких герой вимушений був таки співати, прагнучи таким чином виправдати надії прихильників. Четвертий фільм Елвіса «Кінг Креол» (1958) вважається найартистичнішою роботою Преслі в кіно, спочатку його роль призначалася для Джеймса Діна. Музичний матеріал перших фільмів Преслі був високої якості, абсолютно не поступаючись його звичайній студійній роботі. Паралельно в 1957—59 рр. продовжували виходити один за одним сингли, що займали перші місця: "Too Much, «All Shook Up», «Don't», «A Big Hunk O'Love» та ін.

#### Армія і «Мемфіська мафія»
З 1956 року співаку приходили повістки до армії, і от нарешті 24 березня 1958 року Елвіс Преслі був призваний до армії США. Звістка про відхід Преслі в армію викликала протести в країні серед молоді: на адресу армії і президента йшли листи з вимогами скасувати службу для співака. Це була взаємовигідна справа: для Преслі підвищити його репутацію серед ширших верств населення (хоча сам він внутрішньо переживав, що його кар'єрі настане кінець), для армії таким чином підняти престиж служби і привернути нових солдатів. Наприкінці року Преслі направили до Західної Німеччини, у Фрідберг під Франкфуртом. Але перед цим в особистому житті співака сталася трагедія: 14 серпня у Мемфісі померла його мати.
В армії Преслі виконував звичайні обов'язки, нарівні з іншими рядовими. Проте свій вільний час він проводив із розмахом, недоступним для інших солдатів: відвідував кабаре Парижа, їздив до Італії, купував автомобілі (і лише одного разу, в червні 1958 року, записався в студії). Преслі жив на окремій квартирі разом зі своїми друзями, яких він привіз із Америки. Трохи пізніше цей постійний антураж із друзів і родичів отримав у пресі прізвисько «Мемфіської мафії». Деякі члени «мафії» знали Елвіса ще зі школи, деякі з'явилися під час служби в армії. Поступово сформувався кістяк «Мемфіської мафії», до якого періодично додавалися нові члени. Вони оточували Преслі впродовж його подальшого життя день і ніч, виконуючи різноманітні функції: охоронців, лакеїв, концертних промоутерів, музикантів, і, нарешті, просто друзів, без яких Преслі не міг бути. Саме вони представили йому на одній із вечірок у Німеччині 14-річну Прісциллу Бульє, яка незабаром зайняла в житті Елвіса дуже важливе місце.

### Заручник кіноіндустрії (1960—1968)

#### Після армії
3 березня 1960 року Елвіс Преслі повернувся до Америки і був демобілізований. Відразу ж почалися записи в студії — співак нічого не записував із червня 1958 року. Підсумком поновленої роботи став альбом «Elvis Is Back!». Він вийшов за місяць після повернення Елвіса, і вважається однією з найкращих робіт Преслі. З Європи Елвіс вивіз неаполітанські пісні: «O sole mio», «Sorrento», «La Paloma», які музикант переспівав англійською. Протягом 1960 року вийшли нові сингли «Stuck On You» [Архівовано 30 вересня 2007 у Wayback Machine.], «It's Now Or Never» [Архівовано 29 вересня 2007 у Wayback Machine.] («O sole mio») і «Are You Lonesome Tonight?» [Архівовано 29 вересня 2007 у Wayback Machine.], що посіли перші місця в хіт-парадах. Це не був рок-н-ролл; для всіх стала очевидною зміна не тільки музики, але й іміджу Преслі, що шокував своїх прихильників появою на телепередачі Френка Сінатри. Відтепер його творчість адресувалася не стільки любителям рок-н-ролу, скільки звичайним слухачам популярної музики. Крім того, за планом Тома Паркера, акцент кар'єри Преслі повинен був переміститися в прибутковішу сферу — кіно, що, власне, і відбулося. Преслі перестав давати концерти, проте завдяки кіно його могли побачити кілька разів на рік мільйони людей в усьому світі.
Першим післяармійським фільмом став «Солдатський блюз», що оповідає, цілком природно, про службу американського призовника-танкіста в Німеччині. Фільм, попри холодні рецензії, виявився однією з комерційно найуспішніших кіноробіт 1960 року. Не меншу популярність мала звукова доріжка до фільму з 12 піснями. Успіх фільму переконав Паркера і самого Преслі в правильності вибору. Услід вийшли фільми «Зірка, що палахкотить» і «Wild In The Country», які стали спробою кіностудій дати Преслі звичайний художній кіноформат (тому пісень в них майже не було). Проте ці фільми чекало комерційне фіаско. Тоді було вирішено повернутися до музично-комедійного жанру, підсумком цього став фільм «Блакитні Гаваї» (1961), що виявився одним із лідерів касових зборів 1960-х рр. в США, він закріпив формулу подальших кінофільмів Преслі. Успіх «Блакитних Гаваїв» зумовив подальший шлях співака: Елвіс майже перестав записувати альбоми зі звичайною, неголлівудською музикою: з 1960 по 1968 рр. вийшло всього 5 таких альбомів (з них два з госпел) проти 20 альбомів зі звуковими доріжками до фільмів.
Унаслідок вимушеного підпорядкування певним сценам у фільмах, кінопісні 60-х рр. Елвіса Преслі переважно були вельми обмежені стилістично. Сюжети фільмів були побудовані з урахуванням можливості Преслі виконати до 10-12 пісень; при цьому співакові давалися екзотичні ролі: то він грав спортсменів-автогонщиків, то індійців, то арабського заручника, то модного фотографа, то танкіста, то боксера, то ковбоя та ін. Професійні кіноактори і актриси другого плану, як правило, значно поступалися Преслі в популярності, фільми спеціально писалися для співака; проте, в кількох фільмах з Преслі з'являлися крупні зірки Голлівуду: Чарльз Бронсон, Енн-Маргрет, Ненсі Сінатра, Урсула Андресс, Анджела Лансбері, Мері Тайлер Мур і навіть Курт Рассел, що знявся дитиною в маленькому епізоді. У фільмах героя Преслі обов'язково оточували дівчата, одночасно вводилися маленькі сценки з дітьми, образ Преслі позиціонувався як кіно для всієї сім'ї.

#### Прісцилла
У березні 1963 року до маєтку Преслі «Грейсленд» привозять Прісциллу Бульє, з якою Преслі продовжував спілкуватися весь час після від'їзду з Німеччини. За домовленістю між її батьками і Преслі, 17-річній Прісциллі було дозволено залишитися жити в Грейсленді за умови, що вона відвідуватиме щодня приватну католицьку школу. При цьому сам Преслі весь свій час проводив у Голлівуді, знімаючись у фільмах і влаштовуючи вечірки з «мемфіською мафією». У кінці року під тиском батьків і полковника Преслі вимушений був нарешті зробити пропозицію Прісциллі. Весілля відбулося 1 травня 1967 року. Перший час Преслі явно отримував задоволення від сімейного життя, проте незабаром після народження в березні 1968 року дочки Лізи-Марі він став віддалятися від Прісцилли і, врешті-решт, повернувся до звичного йому способу життя.

#### Зустріч з «Бітлз»
До середини 1960-х рр. бітломанія стала також явищем американського життя. У свій перший приїзд до Америки на початку 1964 року Beatles отримали вітання в прямому ефірі телеграмою від Преслі. З того самого моменту почалися спроби влаштувати зустріч між «ліверпульською четвіркою» та ідолом їх юності. Нарешті, 27 серпня 1965 року, зустріч відбулася в будинку Преслі в Каліфорнії. Весь захід був проведений у суворій таємниці: ніяких фотографій, пресрелізів тощо. Музиканти обмінялися подарунками і через годину були захоплені грою на гітарах (Beatles зі здивуванням виявили, що у той час Преслі захоплювався грою на бас-гітарі).

Зустріч з Преслі справила глибоке враження на Beatles. У самого Преслі, незважаючи на його щирий інтерес і гостинність, були змішані відчуття: врешті-решт, саме Beatles стали мимовільною причиною того, що музика Преслі перестала бути популярною. Пізніше Преслі переніс своє неприйняття культури хіпі та їх музики на Beatles, бачивши в них джерело всього антиамериканського (проте, це не заважало йому виконувати їхні пісні на своїх концертах).

#### Кінець кінокар'єри
До 1967 року Елвіса Преслі стало обтяжувати одноманітне кіно, у якому він продовжував зніматися (виходило по три фільми на рік); і хоча вирватися зі студійних контрактів було нелегко, справа була не тільки в них. До того моменту рок-музика змінилася до невпізнання, десятки груп «британського вторгнення» самі складали, грали і співали свої пісні, які тепер задавали тон всій індустрії. Для Преслі майже не залишалося місця (насправді його сингли займали 1-е місце в хіт-парадах останній раз на рік), було необхідне нове звучання, відмінне від стандарту кінопісень. У кінці 1967 на початку 1968 рр. Преслі став записувати сингли в стилі кантрі, що дозволило йому відірватися від застарілої манери звукових доріжок: «Guitar Man» (1967), «U. S. Male» (1968). Але справжній переворот його кар'єри настав улітку 1968 року.

### Повернення (1968—1969)

#### Телешоу на NBC
На початку 1968 року в Тома Паркера виникла ідея виступу Преслі на телебаченні; він уявляв проєкт як різдвяний вечір зі співаком, який би виконав кілька традиційних пісень. Проте цей сценарій Паркера не був реалізований. Продюсер NBC Стів Біндер відчув у Преслі приховане бажання зробити щось радикальніше й цікавіше, ніж виконання «White Christmas». У підсумку було розроблено барвисте шоу, що складалося з декількох фрагментів: джем-сейшна, виступу на сцені і театральних постановок. Саме джем-сесія зі старими друзями, включаючи Скотті Мура, збудив у Преслі хвилювання «живого» виступу перед публікою і повернув співака до витоків його музики: блюзів і рок-н-ролу. Зйомки проходили 27—30 червня 1968 року. Одягнений у чорну шкіру, яка ідеально відповідала іміджу «короля рок-н-ролу», співак виконав свої старі хіти «Heartbreak Hotel», «Blue Suede Shoes», «All Shook Up» і нові композиції «Guitar Man», «Big Boss Man», «Memories» та багато інших. Апофеозом шоу була остання пісня «If I Can Dream», пройнята пафосом соціальної відозви, нехарактерної загалом для Преслі (сингл, що вийшов того ж року, з піснею розійшовся в кількості мільйона екземплярів). Шоу показали 3 грудня 1968 року на каналі NBC, воно отримало безліч похвал з боку критиків і повернуло до Елвіса інтерес широкої публіки, що на той час випустила «короля рок-н-ролу» з уваги. Музикант продовжував зніматися у фільмах, що з кінця 1966 року приносили дедалі менше прибутків, але співати в них майже перестав. Останнім 31-м художнім фільмом у кінокар'єрі Преслі стала стрічка «Зміна характеру» (1969 р.), у якій він виконав зовсім не комедійну роль лікаря, що працює в міських нетрях. У 1969 році Преслі остаточно повертається з Голлівуду назад у свій маєток «Грейсленд» у Мемфісі.

#### Знову в Мемфісі
Телешоу на NBC повернуло Преслі впевненість у пошуку нового музичного формату. Протягом усієї зими 1969 року він записується в «American Studios» в Мемфісі разом з продюсером Чіпсом Моманом. Результатом цієї роботи стали два альбоми, що вийшли того ж року: «From Elvis in Memphis» і «Back In Memphis». У творчості співака ці записи вважаються одними з найкращих, і хоча музичної революції цього разу вони не зробили, критики часто прирівнюють їх за свіжістю звучання до платівок на Sun Records. Висока якість матеріалу підтвердилася успіхом нових синглів, що зайняли верхні рядки хіт-парадів у 1969 році («In The Ghetto», «Suspicious Minds» [Архівовано 29 вересня 2007 у Wayback Machine.] і «Don't Cry Daddy»).

### Початок концертної діяльності (1969—1973)

#### Лас-Вегас
Після шоу на NBC було вирішено, що Преслі знов почне виступати перед публікою, співак навіть оголосив про світове турне. Концертним полігоном був обраний Лас-Вегас, що з 1940-х рр. став зосередженням не тільки грального, але й музичного бізнесу: співаки, як правило, укладали контракти на цілий місяць виступів у готелях.
У Лас-Вегасі проводилася безліч вечірок, які часто відвідував Преслі, там же проходили зйомки його фільму «Хай живе Лас-Вегас» (1964), Том Паркер знав усіх крупних ділків — загалом Лас-Вегас був природним вибором перших концертів, крім того, на Преслі стилістично впливав приклад британця Тома Джонса, що виступав у кінці 1960-х рр. у готелях Лас-Вегаса й успішно поєднував рок-н-ролл і традиційні попбалади, звучання яких збагачувалося присутністю естрадного оркестру. Саме такий формат обрав для себе і Преслі.
31 липня 1969 року співак відкрив свій перший за 8 років концерт для широкої публіки в готелі «Інтернаціональ» у Лас-Вегасі. За сезонним контрактом Преслі зобов'язаний був виступати в цьому готелі кожен серпень і лютий по два концерти в день протягом подальших 5 років (контракт був потім відновлений). Виступи отримали успішні рецензії в пресі, і услід вийшли записи з концертів (альбоми «Elvis In Person At The International Hotel», 1969, і «On Stage», 1970).
Незабаром Преслі знайшов свій сценічний образ. У новому сезоні лютого 1970 року співак з'явився в сліпуче білих костюмах-комбінезонах, створених його особистим модельєром. На кожен сезон або концерт у Преслі було приготовано безліч костюмів різних кольорів і фасонів, часто прикрашених стразами і розшитих золотом. Саме цей імідж Елвіса Преслі до сьогодні є самим впізнаваним і імітованим. З четвертого сезону (лютий 1971 року) всі концерти Преслі відкривалися увертюрою Ріхарда Штрауса до його музичної поеми «Так говорив Заратустра», а закінчувалися (ще з 1969 року) піснею з фільму «Блакитні Гаваї» «Can't Help Falling In Love», доспівавши останні рядки якої співак під оглушливий барабанний дріб і гуркіт труб поспішно покидав сцену і вмить виїжджав. Конферансьє через пів хвилини оголошував: «Елвіс щойно покинув будівлю». Ця формула була зведена Преслі майже в ритуал, який він незмінно виконував щоразу впродовж всієї своєї концертної діяльності 1969—77 рр.

#### Нові проєкти
Усе літо 1970 року тривали зйомки першого документального фільму про Преслі "Справа йде так» («That's The Way It Is»), що вийшов у кінотеатрах у листопаді того ж року. Глядачі змогли побачити, як Преслі записує нові пісні, репетирує, виступає на сцені в Лас-Вегасі. Частково показані у фільмі багатоденні записи в студії того літа дали матеріал для нових альбомів «That's The Way It Is» (1970), «Elvis Country» (1971) і «Love Letters From Elvis» (1971). В основному це були попбалади і кантрі-хіти. Після нових записів березня—червня 1971 року, що вийшли на альбомах 1971—73 рр. («Wonderful World Of Christmas», «He Touched Me», «Elvis Now», «Elvis»), регулярна студійна діяльність Преслі практично припиняється, звівшись відтепер до епізодичних і нетривалих записів з мінімумом дублів; у свою чергу, нерідким стало включення в альбоми записів з концертів, що стали головним акцентом кар'єри Преслі. «Burning Love» (1972) став останнім синглом Преслі, що зайняв за життя співака верхній рядок американського хіт-параду (2-е місце). При цьому Преслі мав стабільний успіх у Великій Британії, де нерідко його сингли посідали місця вищі, ніж у США.
У листопаді 1972 року на екрани вийшов новий документальний фільм, знятий весною того року під час турне Америкою «Елвіс на гастролях», що приніс півмільйона доларів у перший тиждень прокату й номінувався на премію «Золотого глобуса». Тоді ж Преслі знову оголосив про свої плани світового турне, яке не раз до цього анонсувалось, але так ніколи й не відбулося (за однією з версій, проблема полягала в імпресаріо Преслі, що не мав закордонного паспорта внаслідок його заплутаного імміграційного статусу).
Тим часом було підготовлено безпрецедентне шоу на Гаваях «Aloha From Hawaii». Супутникова трансляція концерту з Гонолулу 14 січня 1973 року зібрала, за підрахунками, більше мільярда телеглядачів у всьому світі. Через технічні особливості виступ був показаний у самих США лише у квітні, а в травні подвійний альбом із записом концерту посів 1-е місце в американському хіт-параді (це було останнє перше місце за життя співака).
На квитках на підготовчий і трансльований концерти на Гаваях не було вказано ціни — кожен глядач платив, скільки міг; усі отримані гроші Преслі були потім передані до Фонду з боротьби з раком імені Чи Куї в Гонолулу. За життя Преслі його добродійність фактично не освітлювалась. Тим часом, щороку він посилав чеки на суму в тисячу доларів до 50 добродійних установ Мемфісу; влаштовував добродійні концерти, платив за своїх друзів, родичів, а іноді зовсім сторонніх людей. Крім добродійності, Преслі любив робити подарунки: всі його друзі були не раз обдаровані машинами (одного разу він відразу придбав 14 лімузинів, які тут же роздав; кілька разів він дарував їх абсолютно незнайомим йому людям). Елвіс також купував будинки, оплачував весілля і рахунки своїх друзів. На одному з концертів він зняв свій перстень вартістю майже в сім тисяч доларів і віддав його зі сцени невідомій йому особі з публіки. Не раз посеред ночі він разом із друзями раптом з'являвся в автосалонах, ювелірних магазинах; іноді він знімав на ніч цілком весь кінотеатр або парк атракціонів для себе і «мемфіської мафії».

### Останні роки (1973—1977)

#### Проблеми зі здоров'ям
Через декілька тижнів після гавайського концерту Преслі відігравав свій восьмий сезон в Лас-Вегасі, протягом якого співакові вперше довелося пропустити декілька виступів. Стали даватися взнаки накопичені проблеми зі здоров'ям. Уже впродовж багатьох років Елвіс Преслі був залежний від офіційно прописаних ліків, які стали для нього наркотиками. Усе почалося з армійських днів, коли музикант і його оточення вживали ліки, щоб мати можливість проводити вільні ночі в розвагах. Потім ліки стали потрібні для сну. А залежність почала розвиватися після повернення з армії в Голлівуд з його вечірками і нічним життям. У Голлівуді Преслі почав також вживати ліки для втрати ваги, щоб підтримувати форму для фільмів (а потім концертів). Щільний графік сезонних виступів у Лас-Вегасі (два концерти на день, опівдні й опівночі, протягом 4 тижнів) також не давали природного розслаблення: були потрібні ліки, щоб заспокоїтися після збудження від виступу, потім знову для бадьорості.
У підсумку на початок 70-х рр. Преслі перебував у значній залежності від прописаних ліків, і організм співака почав давати збої. До цього додалася глаукома лівого ока, виявлена в березні 1970 р. (що змусила співака носити темні окуляри), і проблеми зі шлунком. Через хворобу він став дедалі частіше пропускати концерти (особливо протягом виснажливих сезонів у Лас-Вегасі). У жовтні 1973 року Преслі вперше потрапляє до лікарні, де проходить тривале очищення організму. У 1975—77 рр. співака шпиталізують ще кілька разів. Важливо те, що сам співак абсолютно не вважав всі ці ліки наркотиками, бо вони видавалися за рецептами його лікарів, тому Преслі не міг сам усвідомити проблему й намагатися її вирішити. Натомість він волів уважніше вивчати медичні характеристики своїх ліків, щоб уникнути побічних ефектів і можливого передозування.
Це медикаментозне навантаження позначилося на повсякденному житті Преслі. У нього розвивалася підозрілість: кімнати його особняка були обладнані комунікаційною системою «Intercom», що забезпечувала цілодобовий зв'язок з охоронцями; також у маєтку були встановлені камери стеження. Крім того, у співака повністю змінився режим сну й активності. Всі його кімнати в Грейсленді й у готелях були в напівтемряві, за допомогою кондиціонерів у його спальні встановлювалася гранично холодна температура, яку міг переносити співак (вікна готельних номерів також заклеювалися фольгою, щоб не допустити сонячного світла й тепла). Засинав Преслі вранці, а прокидався у другій половині дня. Такого ж розпорядку дотримувалося і його найближче оточення з «мемфіської мафії» (у 2006 «Грейсленді» відбулася виставка на тему нічного життя Преслі «Elvis After Dark»).

### Особисте життя
Після народження дочки Преслі став віддалятися від Прісцилли, повернувшись до свого звичайного способу життя. У листопаді 1970 року співак вперше згадав журналістам про труднощі в сім'ї, а через рік Прісцилла оголосила про відхід до свого інструктора карате. Офіційно розлучення було оформлене в липні 1972 року і остаточно закріплене в жовтні 1973 року. Ліза-Марі залишилася з матір'ю, проте часто приїжджала на тижні до Грейсленду. Зберігши прізвище колишнього чоловіка, Прісцилла пішла у світ моди, а пізніше стала актрисою (найвідоміші її ролі в серіалі «Даллас» і фільмах «Голий пістолет»). Незважаючи на втрату інтересу до Прісцилли, Преслі був пригнічений самим фактом розлучення, відчуваючи себе зрадженим. Його депресія відбилася на записуваних ним тоді ж баладах на тему розлучення («Always On Mind», «Separate Ways», «Take Good Care Of Her» та ін.).
З липня 1972 року в житті Преслі з'являється нова постійна подруга — Лінда Томпсон, що у вересні того ж року переїхала в Грейсленд і залишилася там до 1976 року, попри постійні зради Преслі. З кінця 1976 року й до самої смерті співака його новою постійною дівчиною була Джинджер Олден.

### Концерти
Незважаючи на всі ці проблеми, Елвіс Преслі невпинно виступав на сцені: з 1969 по 1977 рр. ним було дано близько 1100 концертів у США. Його сезонні шоу в Лас-Вегасі так само тривали, хоча самому музикантові вони, очевидно, наскучили після перших двох-трьох років, що відбивалося на виступах: Преслі часто швидко проспівував свій репертуар, що складався зі старих хітів і небагатьох нових пісень, при цьому він охочіше вів монологи дедалі різноманітнішого характеру (від розповідей про історію покупки діамантів до міркувань про Біблію). Якість концертів цілком залежала від настрою співака. У 1976 році сезонний контракт в Лас-Вегасі був перерваний (Преслі виступив лише в грудні 1976 р. на вільній основі). Хоч записи Преслі дедалі рідше потрапляли в хіт-паради, на концертах був повний аншлаг. Попри чимраз холодніші рецензії в пресі, будь-яке його турне гарантувало успіх, що призвело Преслі до фінансової і психологічної залежності від гастролей, які слідували один за одним, часто позбавляючи співака необхідного відпочинку.

### Нові альбоми
До середини 1970-х рр. для RCA стала очевидною апатія Преслі до записів у студії. Після студійних «марафонів» 1969—71 рр. співак різко знизив регулярність записів нових пісень. Знизилася і тривалість сесій: Елвіс лише співав під супровід невеликої групи (без нього потім накладалися підспіви, оркестр тощо), кількість дублів була мінімальною, записи уривалися за будь-якого приводу. Усе це змусило RCA шукати нові шляхи для позиціювання співака. Почалися численні, раніше нехарактерні видання збірок, концертів, колекційних платівок. Нові студійні записи передбачливо лежали на полицях і виходили лише тоді, коли ставало очевидним, що співак записуватиме новий матеріал, або навпаки, коли нових платівок вже катастрофічно бракувало. У 1973—75 рр. вийшли альбоми «Raised On Rock» (1973), «Good Times» (1974), «Promised Land» (1975), «Today» (1975) — всі вони складалися переважно з попбалад і пісень у стилі кантрі.
Нарешті в лютому 1976 року RCA самі привезли свою пересувну студію в Грейсленд, щоб Преслі міг записуватися, не виходячи з будинку (один з альбомів «Raised On Rock» уже був записаний аналогічним чином у будинку в Каліфорнії). Підсумком стали 12 пісень, які вмить пішли на нові сингли і альбом, гордо затитулований «From Elvis Presley Boulevard, Memphis, Tennessee (Recorded Live)» (у 1976 частина шосе, де знаходився Грейсленд, була перейменована на Бульвар Елвіса Преслі). Проте цей успішний досвід не вдалося привести до регулярної практики: наступна спроба запису в Грейсленді в жовтні того ж року урвалася після всього чотирьох пісень.
У лютому 1977 року Елвіса вдалося умовити на запис нового альбому в студіях RCA. Співак вилетів у Нашвіл, але на сесії так ніколи і не з'явився, пославшись на проблеми з горлом; музиканти, що зібралися, вимушені були розійтися. У підсумку продюсер Преслі Фельтон Джарвіс вирішив використати весь матеріал, що залишився, з домашніх сесій 1976 року (6 пісень) і доповнити його записами з останніх концертів. Так у червні 1977 року вийшов останній альбом Елвіса Преслі «Moody Blue».

### Останні гастролі
Усю зиму й весну 1977 року Елвіс Преслі активно гастролював Америкою. У квітні його виступи несподівано урвалися через вимушену госпіталізацію. Виписавшись з мемфіської лікарні, Преслі знов вирушив в одне мінітурне за іншим. Саме в цей час Том Паркер вів переговори з «Си-бі-ес» про зйомки нового телешоу, складеного із записів з концертів. Режисерів, що зняли перші проби, виступи Преслі привели в подив: перед ними було поставлено завдання відобразити малорухливу нині фігуру Преслі, переважно байдужий спів і загальну хворобливу зовнішність співака, що на той час ще й значно набрав вагу. Зйомки, проте, були призначені на 19 червня 1977 року в Омасі. Виступ був млявим і мало підходив для масштабного телешоу. Проте його більш-менш компенсував другий концерт у Рапід-ситі 21 червня, на якому Преслі був явно у гарному гуморі і був повний енергії. Можливо, ці виступи не побачили б світ, коли б не смерть Преслі, що настала незабаром: з часу телетрансляції шоу «Елвіс на концерті» в жовтні 1977 року компанія Преслі неодноразово не дозволяла вихід цих телезйомок на відео, посилаючись на можливу шкоду іміджу «короля рок-н-ролу» через ймовірну критику з боку ЗМІ.

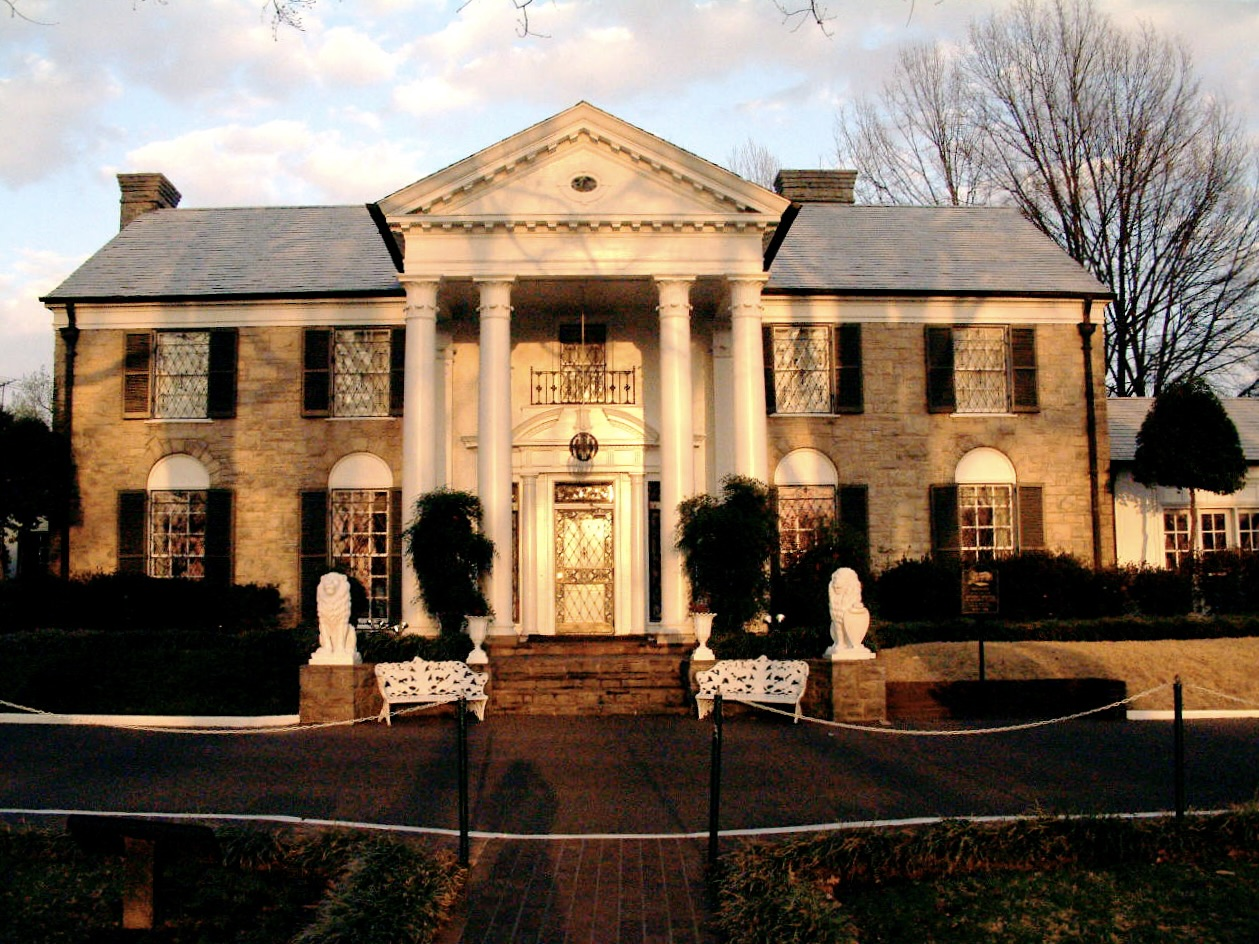
У 1970-і рр. Преслі проводив весь свій вільний час у власному маєтку «Грейсленд»

Закінчивши виступ в Індіанаполісі 26 червня, Преслі повернувся в Грейсленд, в якому перебував у звичній бездіяльності, відпочиваючи перед новими гастролями, призначеними на 17 серпня. Останні місяці його життя були затьмарені книгою, що вийшла в липні 1977 року, «Що трапилося, Елвіс?», написаною Редом і Сонні Вестами з Девідом Геблером, охоронцями Преслі, звільненими за рік до публікації (Ред і Сонні Вести були одними з найдавніших і найближчих друзів Преслі, що знали його ще зі школи; їх звільнення було ініційоване батьком Преслі, який вважав, що дуже багато людей живуть за рахунок його сина). У книзі висвітлювалось повсякденне життя «короля рок-н-ролу», що викликало шок у мільйонів прихильників у всьому світі (книга описувала агресивні вечірки Преслі в готелях, його наркотичну прихильність, хворобливу підозрілість і багато іншого, що до того було приховано від публіки). Елвіс занурився в депресію, відчуваючи себе зрадженим.

### Смерть
15 серпня 1977 року Преслі, як завжди, приїхав у свій маєток глибоко за північ, повернувшись від зубного лікаря. Решту ночі він провів у розмовах про майбутні гастролі, що мали розпочатися через два дні, про книгу його охоронців, про плани заручин зі своєю  новою подругою Джинджер Олден. Уранці Преслі прийняв дозу заспокійливих ліків, та коли заснути не вдалося, через кілька годин прийняв ще одну дозу, яка, очевидно, виявилася критичною. Після цього він провів якийсь час, читаючи книги у ванній кімнаті, влаштованій на зразок будуара. Близько другої години дня, 16 серпня, Олден, прокинувшись і не виявивши Елвіса в ліжку, пішла у ванну кімнату, де знайшла його бездиханне тіло на підлозі. Вона викликала «швидку допомогу», що доставила Преслі в реанімацію, хоча було очевидно, що всі зусилля марні. О четвертій годині дня було зроблено офіційну заяву про смерть унаслідок серцевої недостатності. Проте пізніший розтин показав, що причиною зупинки серця стала саме надмірна доза різних наркотиків. Через напівзасекречений характер розслідування існує також безліч інших версій смерті, зокрема популярна легенда, що співак досі живий. Після заяви про смерть біля огорожі «Грейсленду» одразу ж почали збиратися тисячні натовпи шанувальників. Преслі поховали 18 серпня на кладовищі, через декілька місяців його прах було перенесено до «Грейсленду» — після спроби фанатів зламати труну, аби перевірити, чи дійсно «король рок-н-ролу» помер.

## Посмертна слава
Елвіс Преслі залишається однією з найвідоміших осіб світової попкультури. В Америці він давно увійшов до повсякденного життя обивателів, нарівні з президентами й спортсменами. Жарти, асоціації, натяки, відкриті пародії тощо стали невід'ємним явищем американської індустрії розваг. Зняті безліч кіно- і телефільмів, як біографічних, так і таких, що мають лише непряме відношення до самого життя Преслі, видані ще більше книг (включаючи енциклопедії і кулінарні). Процвітає широка індустрія імітаторів Преслі в усьому світі (при цьому вони, як правило, використовують найбільш впізнаваний образ Преслі 70-х рр.). Його маєток Грейсленд є другим у США після Білого дому місцем за відвідуваністю (600 тисяч людей на рік).
Музика Елвіса Преслі продовжує видаватися, не втрачаючи обертів (див. нижче посилання на докладну дискографію). Періодично проводяться масштабні маркетингові кампанії, що виводять Преслі у верхні рядки хіт-парадів (виходи DVD або нових синглів). З 2002 року почалися перші «офіційні» випуски танцювальних реміксів на пісні Преслі: «A Little Less Conversation» (2002; ремікс Junkie XL), «Rubberneckin’» (2004; ремікс Пола Окенфольда). У 1999 році BMG заснувала новий лейбл Follow That Dream, який спеціалізується винятково на випуску музичної продукції Преслі (див. дискографію).
Усіма справами Преслі опікується компанія Elvis Presley Enterprises, якій належать права на комерційне використання імен «Елвіс» і «Елвіс Преслі»; компанія знаходиться під частковим контролем Прісцилли і Лізи-Марі Преслі. Остання стала також співачкою і випустила 2 альбоми.

## Можливе інсценування смерті
Одразу ж після смерті Преслі виникли теорії про те, що співак насправді живий. Уже за місяць після поховання його могила була осквернена людьми, які хотіли перевірити, чи дійсно Преслі мертвий. Наприкінці 1980-х рр. з'явилися публікації про «життя» Преслі після смерті: співак нібито свідомо інсценував свою смерть, щоб віддалитися від обридлого йому світу шоу-бізнесу й зайнятись духовним вдосконаленням (Преслі дійсно останніми роками був схильний до духовних пошуків). За іншою версією, Преслі виїхав на тривале лікування від наркотиків, але, втративши багато часу, не зміг повернутися на сцену. 
Теорія про фіктивну смерть у 1977 році підживлюється декількома фактами: засекречений характер медичного розслідування причини смерті; відсутність фотографії тіла співака; зміна середнього імені на могилі (Преслі нібито таким чином, не вважав би себе похованим); і звичайно, психологічне небажання мільйонів шанувальників прийняти такий несподіваний факт передчасної смерті. До цього додалися періодичні свідчення людей, що бачили Преслі в різних місцях планети. Ця теорія міцно увійшла до попкультурної міфології про Преслі, нерідко з відтінком іронії. У 1991 році лос-анджелеська газета надрукувала скандальний репортаж про зустріч із «живим» Преслі. У 2006 році в американських ЗМІ з'явилася історія про «таємне життя» Преслі, який буцімто помер не в 1977, а в середині 90-х рр.

## Дискографія та фільмографія
- Дискографія Елвіса Преслі
- Фільмографія Елвіса Преслі
- Алфавітний список пісень Елвіса Преслі

### Фільмографія
1. Change of Habit (1969)
2. The Trouble with Girls (1969)
3. Charro! (1969)
4. Live a Little, Love a Little (1968)
5. Speedway (1968)
6. Stay Away, Joe (1968)
7. Clambake (1967)
8. Double Trouble (1967)
9. Easy Come, Easy Go (1967)
10. Spinout (1966)
11. Paradise, Hawaiian Style (1966)
12. Frankie and Johnny (1966)
13. Harum Scarum // Harem Holiday (1965)
14. Tickle Me (1965)
15. Girl Happy (1965)
16. Roustabout (1964)
17. Viva Las Vegas // Love in Las Vegas (1964)
18. Kissin' Cousins (1964)
19. Fun in Acapulco (1963)
20. It Happened at the World's Fair (1963)
21. Girls! Girls! Girls! (1962)
22. Kid Galahad (1962)
23. Follow That Dream (1962)
24. Blue Hawaii (1961)
25. Wild in the Country (1961)
26. Flaming Star (1960)
27. G.I. Blues (1960)
28. King Creole (1958)
29. Jailhouse Rock (1957)
30. Loving You (1957)
31. Love Me Tender (1956)

## Музичні досягнення
- У світі продано більше мільярда платівок (вінілові платівки і компакт-диски) Преслі більш ніж у кого-небудь (при цьому 60 % усіх продажів припадає на Америку).[19]
- У США у Преслі 150 альбомів, які досягли золотого, платинового або мультиплатинового статусу. З них 10 досягли 1-го місця в хіт-парадах.[20]
- У Преслі більш ніж у кого-небудь пісень (149), що потрапляли в «гарячу сотню» хіт-парада «Біллборд». З них 40 у «верхній десятці» і 18 пісень посіли 1-е місце.[20]
- Преслі за життя отримав 3 нагороди «Греммі», усі за духовну музику (госпел): у 1967 році за альбом «How Great Thou Art», у 1971 році за альбом «He Touched Me» і в 1974 році за концертну версію пісні «How Great Thou Art».

## Цікаві факти
- При народженні Елвісу було дане друге ім'я Арон, щоб зробити його схожим на ймення мертвонародженого брата Гарона[21], але на могилі було висічено ім'я Аарон за наполяганням батька, тому що Елвіс віддавав перевагу біблейській вимові і планував офіційно змінити ім'я. Повне ім'я, що офіційно використовується його компанією, — Елвіс Аарон Преслі.
- Елвіс ірландець за національністю.
- Мати Преслі знялася в масовці фільму «Любити тебе» (1957). Після її смерті Преслі жодного разу не переглядав фільм.
- Преслі знявся тільки в одному рекламному ролику для «Southern Maid Doughnuts», який йшов у 1954 році.
- Преслі прагнув знятися в серйозних драматичних кінофільмах і за своє життя отримував такі пропозиції, однак щоразу вони відкидалися його імпресаріо. Деякі зі знехтуваних фільмів: мюзикл «Вестсайдська історія» (1961; роль Тоні отримав Річард Беймер); «Блюз, що запізнився» (1962; роль отримав Бобі Даррін), «Сладкоголосий птах юності» (1962; роль отримав Пол Ньюман), «Народження зірки» (1975; роль отримав Кріс Крістоферсон).
- Він був натуральним темним блондином, але перефарбував волосся в чорний колір після фільму «Люби мене ніжно» (1956) (за деякими даними, так він наслідував своїм улюбленим співакам Маріо Ланці та Діну Мартіну).

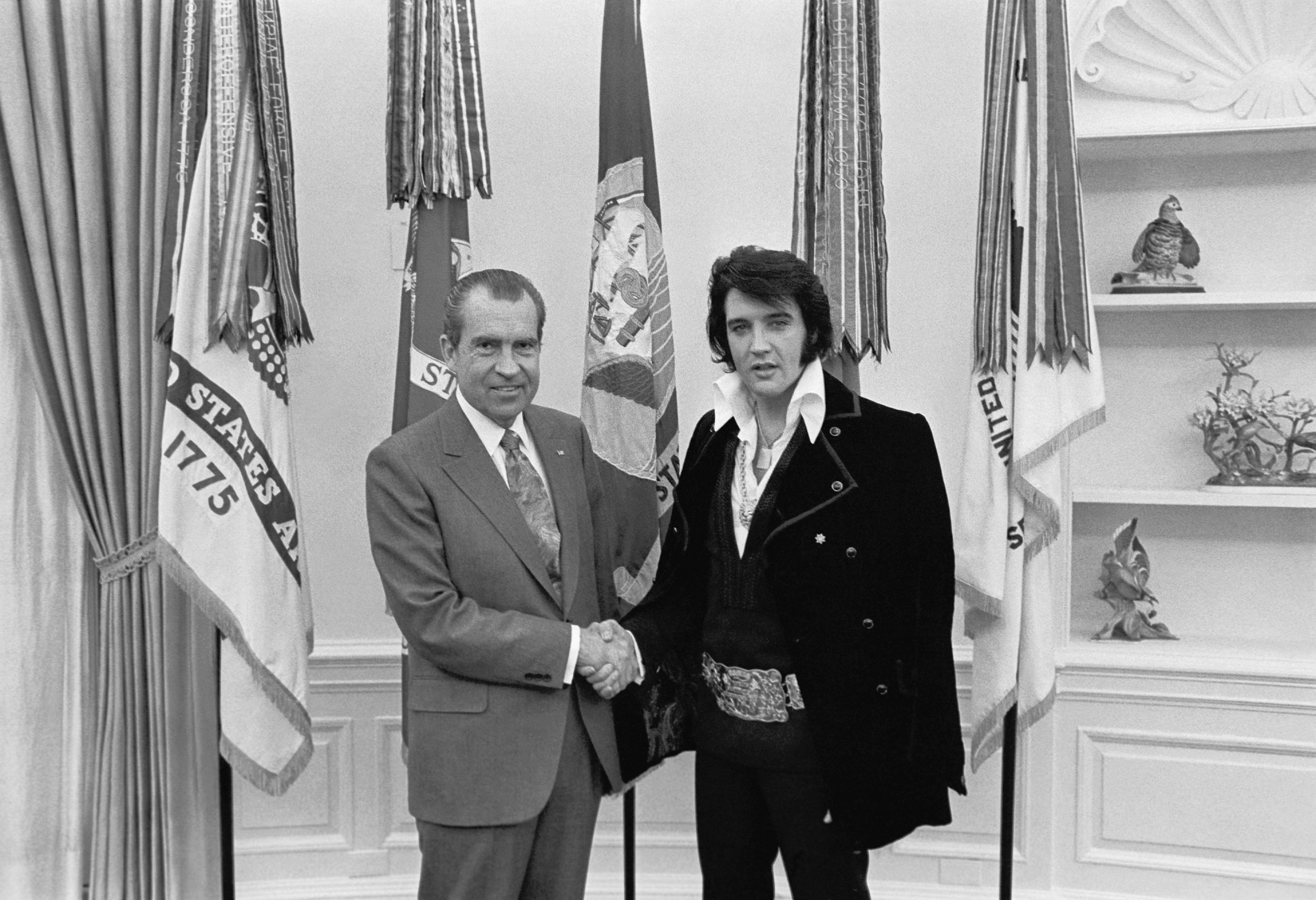
Преслі і президент США Річард Ніксон у Білому Домі (грудень 1970 р.)

- Після того, як ім'я Преслі було витіснено з верхніх стрічок хіт-парадів (в основному завдяки зростання популярності «Бітлз»), Елвіс Преслі конфіденційно звернувся до влади США з пропозицією «боротися з впливом музики «Бітлз» як «каналом розповсюдження наркотиків та антиамериканського комунізму». Він добровільно став таємним агентом ФБР під власно обраним псевдонімом «Colonel John Burrows».
- У Преслі не раз були контакти з керівниками США: у лютому 1966 року Ліндон Джонсон відвідує Преслі під час зйомок фільму «Spinout»; у грудні 1970 року Преслі зустрічається з віцепрезидентом Агню і потім у Білому Домі з Річардом Ніксоном; у 1976—1977 рр. Преслі спілкувався із сім'єю президента Джиммі Картера, а також телефоном особисто з ним самим. При цьому Преслі був почесним співробітником ФБР і різних поліцейських департаментів. Власне, зустріч з Ніксоном і була ініційована самим Преслі і ФБР, щоб співак міг отримати почесне звання офіцера ФБР з боротьби з наркотиками. Крім того, майбутньому держсекретареві США генералові Коліну Пауеллу під час своєї служби в Західній Німеччині також довелося зустрічатися з Преслі.
- Багато людей названо ім'ям Преслі. Елвіс Стійко, триразовий переможець Світових чемпіонатів з фігурного катання, був названий на честь Преслі матір'ю, яка була його великою прихильницею. Британець Елвіс Костелло запозичував ім'я Преслі, щоб допомогти своїй кар'єрі, що починалася.
- На його честь неформально було названо Елвізавра (Elvisaurus), теропода, який мав на голові гребінь. Проте згодом йому дали назву Кріолофозавр.
- Елвіс — найбагатший з нині покійних знаменитостей (відповідно до матеріалів «forbes.com»).
- У грудні 2004 року якийсь Уейд Джонс продав на інтернет-аукціоні eBay три столові ложки води, набраної зі склянки, з якої пив Преслі під час одного зі своїх останніх концертів 1977 року. Вода пішла за 455 доларів. Через тиждень Джонс виставив на тому ж інтернет-аукціоні зображення склянки, що пішла за 3 000 доларів. У наш час[коли?] він організував турне «Elvis Cup», у якого навіть є своя однойменна пісня, виконана філіппінським імітатором Преслі.[22]

## Преслі в попкультурі
Курт Рассел знявся в маленькій епізодичній ролі у фільмі Преслі «Це відбулося на Всесвітній виставці» 1963 року. Після смерті співака Рассел виконав його роль у першому біографічному фільмі про Преслі «Елвіс» (1979). У 2001 році вийшов трилер «3000 миль до Грейсленда», у якому знявся Кевін Костнер і той же Курт Рассел, що виконали роль грабіжників, замаскованих під імітаторів Преслі. У 2022 році вийшов ще один біографічний фільм про Елвіса режисера База Лурманна.
- Великим шанувальником Преслі є актор Ніколас Кейдж, який знявся у фільмі Девіда Лінча «Дикі серцем» (1990), своєрідному пастиші на фільми Преслі. У фінальній сцені фільму «Медовий місяць в Лас-Вегасі» (1992) Кейдж прибуває в Лас-Вегас на літаку в костюмі Преслі в оточенні його імітаторів. Окрім того, у 2002—2004 рр. Кейдж був одружений з дочкою самого короля рок-н-ролу Лізою Марією Преслі.
- Джим Джармуш зняв фільм «Містичний потяг» (1989), що складається з декількох сюрреалістичних історій, об'єднаних темою Мемфісу і Преслі.
- Мультиплікаційний фільм студії Діснея «Ліло і Стіч» (2002) містить більше пісень Преслі, ніж декілька фільмів за участю самого співака.
- В Америці виступає російський гурт Red Elvises, що грає серф-рок в гримі Преслі.
- Обкладинка дебютного альбому Преслі кілька разів ставала об'єктом пастишу для «London Calling» (1979) панк-гурту Clash і «Reintarnation» (2006) канадської співачки Кей Ді Ланг. Таким же чином була використана обкладинка збірки 1959 року (50 000 000 Fans Can't Be Wrong) для антологій груп Bon Jovi, The Fall та ін.
- У Ленінграді 1989 року був поставлений рок-спекталь «Король рок-н-ролу», виконаний музикантами групи «Секрет».